# Uroporfirinogeno III sintasi
L'uroporfirinogeno III cosintasi è un enzima che trasforma l'uroporfirinogeno I in uroporfirinogeno III dopo inversione di uno dei gruppi pirrolici. 
La sua mancanza negli eritrociti provoca la porfiria eritropoietica, una malattia ereditaria recessiva dove non viene sintetizzato il tipo III dell'uroporfirinogeno. Fa parte del processo di biosintesi dell'eme.